# Bald gras ich am Neckar

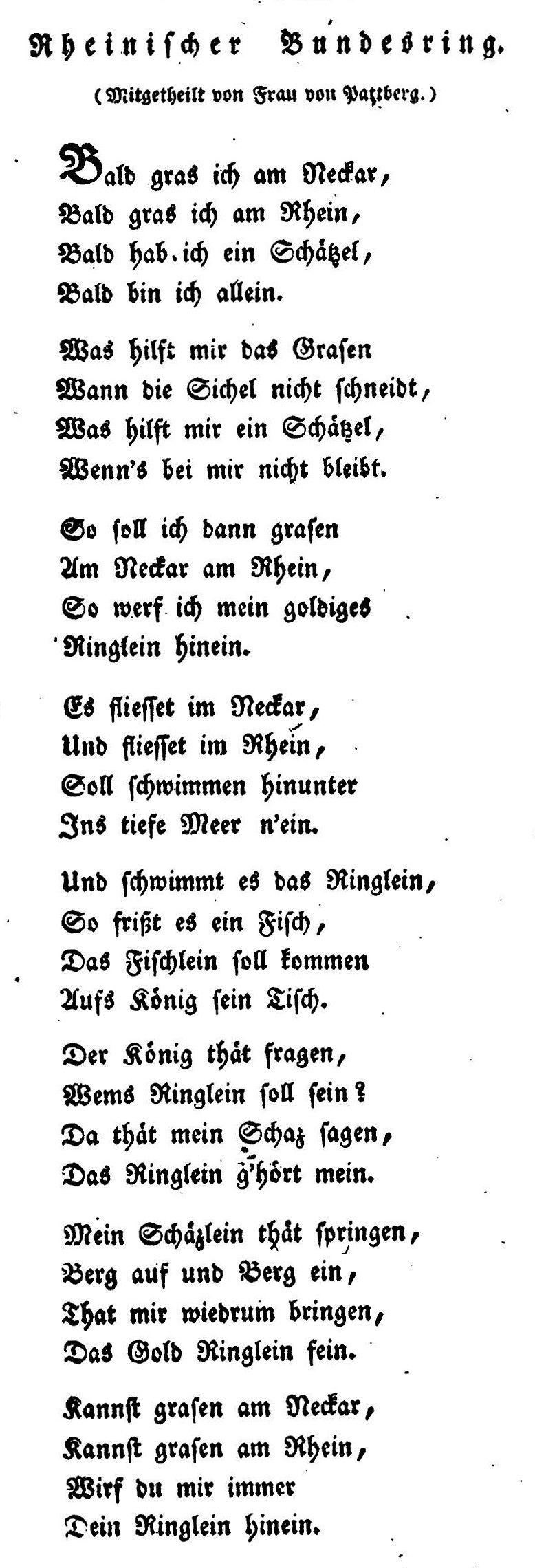
Bald gras ich am Neckar in Des Knaben Wunderhorn, 1808

Bald gras ich am Neckar ist ein deutsches Volkslied, das seit den 1830er Jahren häufig in Gebrauchsliederbüchern abgedruckt wurde. Die älteste Textquelle ist der Druck in Des Knaben Wunderhorn, im Band 2 (1808), S. 15 f:
Bald gras ich am Neckar,

	bald gras ich am Rhein,

	bald hab ich ein Schätzel,

	bald bin ich allein.

	Was hilft mir das Grasen

	wann die Sichel nicht schneidt,

	was hilft mir ein Schätzel,

	wenn’s bei mir nicht bleibt.
Sechs weitere Strophen schildern dem Inhalt nach: Ich grase am Neckar und werfe mein goldenes Ringlein hinein / vom Neckar in den Rhein und bis in tiefe Meer / das Ringlein schwimmt, es frisst ihn ein Fisch, der Fisch kommt auf des Königs Tisch / der König fragt, wem soll das Ringlein sein, mein Schatz sagt: gehört mein [mir] / das Schätzlein springt Berg auf, Berg ab und bringt mir den goldenen Ring / grase am Neckar, am Rhein, wirf du immer dein Ringlein hinein. – Im Wunderhorn ist dieser Text mit acht Vierzeilern überschrieben mit „Rheinischer Bundesring“ (von Heinz Rölleke damit erläutert, dass der Titel „satirisch auf die Gründung des napoleonisch dominierten Rheinbundes“ 1806 anspielt). Darunter schrieben die Wunderhorn-Herausgeber „Mitgetheilt von Frau von Pattberg“ (ausnahmsweise wird hier eine Quelle korrekt erwähnt), was nach Heinz Rölleke (nach Vorarbeiten anderer) bedeutet: „sie dichtete die vorliegende Fassung selbst, zweifellos aus volkstümlichen Motiven“. Dazu erwähnt Rölleke die „Verballhornung des ursprünglichen »Bald gras’ ich am Aeckerl, bald gras’ ich am Reihn«“ [d. h. grasen am Acker und am Ackerrain] nach einer anderen Wunderhorn-Quelle (eine undatierte Einsendung von Carl Nehrlich [* 1773; † 1849]). Tatsächlich gibt es traditionelle Vierzeiler und Einzelstrophen bzw. Schnaderhüpfel (siehe zu Gstanzl), von denen Auguste von Pattberg sich wohl hat inspirieren lassen, so die zitierten beiden ersten Strophen: „Bald gras ich ...“ und „Was hilft mir ...“ Die übrigen Strophen erinnern an ein Märchen vom „Ringlein“ (Motiv: Polykratesring; siehe zu Polykrates), das jemand im bei Tisch servierten Fisch findet.
Die populäre Melodie stammt aus mündlicher Überlieferung. Nach der wissenschaftlichen Ausgabe Deutscher Liederhort, im Band 2, 1893, ist das eine „altbekannte Schnadahüpfel-Melodie, vor 1830“ (dazu ist der Text von Frau von Pattberg abgedruckt).
Gustav Mahler hat den Wunderhorn-Text 1905 unter dem Titel Rheinlegendchen vertont, siehe Des Knaben Wunderhorn (Mahler).

## „grasen“
Die Bedeutung von „grasen“ bedarf der Erläuterung. Otto Holzapfel erklärt, die „Graserin“ sei eine Magd, die zur Heuernte (Gras schneiden) sich so weit vom Hof entfernen muss, dass Männer glauben, ein „Anrecht“ zur Verführung, ja Vergewaltigung zu haben (ähnlich wie der Jäger, der im Wald „schießt“). „Grasen“ bedeute nicht nur, dass man manchmal mit einer Liebsten zusammen, manchmal allein ist (Str. 1), sondern beinhalte auch den „männlichen“ Wunsch, dass die „Liebste“ sich allen Männerwünschen beugt: falls ich Pech habe oder nicht „männlich“ genug bin, wenn meine „Sichel nicht schneidet“, dann kann es passieren, dass mich der Schatz verlässt (Str. 2). Volksliedtexte hätten diese Zwischentöne, die (je nach eigenem Wunsch) Assoziationen auslösten. Auguste von Pattberg habe also ziemlich „volkslied-nah“ gedichtet, entsprechend der romantischen Vorliebe für solche Zwischentöne. Der Hinweis im Internet-Duden „grasen“ = (umgangssprachlich) „überall nach etwas suchen“ werde dem nicht gerecht. Das sei sozusagen nur die heute im Gebrauch übliche, abgemilderte Bedeutung.